# Opel Combo
Opel Combo je malý užitkový automobil vyráběný německou automobilkou Opel.

## Opel Kadett E Combo (1986 - 1994)
Užitkové provedení poslední generace Opelu Kadett. Přibližně za opěradly předních sedadel se mírně a šikmo zvyšuje střecha vozu, šířka se u užitkového prostoru ve srovnání s kabinou zvětšuje jen mírně, a jen od dolní hrany okének. Koncepcí (tvarem) jde o řešení srovnatelné s vozem Ford Escort Courrier. Vozy byly dvoumístné nebo s označením Combo Tour (a rozměrným bočním oknem u užitkového prostoru) pětimístné. Všechna provedení byla třídveřová (zadní dveře pro náklad jsou dělené - křídlové).

## Opel Combo (1994 - 2001)
Přední polovina vozu vychází z vozu Opel Corsa B (navíc je na střeše alkovna, přístupná zezadu z ložného prostoru a rychle podléhající korozi), za ní je naroubován přibližně krychlový ložný prostor, širší i vyšší než kabina. Proto je toto Combo vybaveno zrcátky umístěnými na dlouhých ramenech, náchylnými na aerodynamické sklápění při jízdě vyšší rychlostí, proti větru nebo při těsném míjení s protijedoucím kamionem. Koncepcí (tvarem) je toto provedení podobné vozům Ford Fiesta Courier nebo Citroën C15. Mezi veřejností nepanuje shoda v tom, zda jde o Combo B (druhé Combo), nebo Combo A (první Combo, které je formálně samostatným typem, nikoliv karosářskou verzí jiného modelu). Všechna provedení byla třídveřová (zadní dveře pro náklad jsou dělené - křídlové). U pětimístné verze Combo Tour se, stejně jako u předchozí generace, na sklopnou zadní lavici cestujících přistupuje dveřmi řidiče a spolujezdce. Sklopnými opěradly je, mj. pro přístup do prostoru na nářadí, vybavena i verze dvoumístná.
V nabídce byly dva atmosférické motory - zážehový 1,4 a naftový japonský 1,7 (Isuzu). Nezaměňovat s vozem Opel Corsa van, což je krátká nízká úzká třídveřová Corsa bez zadních sedadel a zadních bočních oken.

## Opel Combo (2001 - 2011)
První na pohled zcela samostatná generace Comba. Koncepcí (tvarem) se přizpůsobilo vozům jako Citroën Berlingo (Peugeot Partner) či Renault Kangoo. I přes vnější zvýšení a rozšíření kabiny řidiče (zarovnání s užitným prostorem) sedí řidič a spolujezdec nízko jako v osobním automobilu (na rozdíl např. od soudobé verze VW Caddy s podobnými vnějšími tvary a rozměry). Zvětšení kabiny v nárysu ale přineslo alespoň zrcátka bez dlouhých držáků, seřizovatelná zevnitř vozu. Vůz získal boční posuvné dveře pro náklad či cestující - žádné až jedny u dvoumístného provedení, jedny až dvoje u pětimístného provedení. Pětimístné provedení může mít snadno posuvnou přepážku s mříží pro bezpečnou přepravu nákladu ve dvou i pětimístném aktuálním uspořádání. Přestože jde na pohled (vnější i vnitřní) o samostatný model, i tato generace obsahuje podvozkové komponenty městského vozu Corsa. V nabídce byl i akční model Opel Combo Arizona, jenž mohl mít shrnovací plátěnou střechu, podobně jako o několik let dříve vozy Peugeot Partner a Citroën Berlingo. Tato generace je první, kterou Opel nabízel i s pohonem CNG/benzín.

## Opel Combo (2011 - 2017)
Na podzim 2011 byla pod názvem Opel Combo uvedena kopie již vyráběného vozu Fiat Doblo. Oproti předchozí verzi byly na výběr dvě délky vozu - kupující si mohl vybrat, zda si ve srovnání s předchozími generacemi koupí vůz přibližně stejně dlouhý zvenku, ale kratší zevnitř, nebo přibližně stejně dlouhý zevnitř a delší zvenku. Jde o další z románských vozů prodávaných pod teoreticky německou značkou Opel (podobně jako Fiat Punto, Renault Trafic a Renault Master).

## Opel Combo (2018 - )
V roce 2018 byla uvedena další generace automobilu E - tentokrát spřízněná s vozy Citroën Berlingo  a Peugeot Partner. 